# Rzeczywistość rozszerzona
Rzeczywistość rozszerzona (ang. augmented reality), rzeczywistość poszerzona – system łączący świat rzeczywisty z generowanym komputerowo. Zazwyczaj wykorzystuje się obraz z kamery, na który nałożona jest, generowana w czasie rzeczywistym, grafika 3D. Istnieją także zastosowania wspomagające jedynie dźwięk (jak aplikacja RjDj na iPhone).
Na przykład użytkownik AR może za pomocą półprzezroczystych okularów obserwować życie toczące się na ulicach miasta jak również elementy wytworzone przez komputer nałożone na rzeczywisty świat.

## Definicja
Ronald Azuma zaprezentował definicję, która jest syntetycznym opisem rzeczywistości rozszerzonej. Definiuje on AR jako system:
- łączący w sobie świat realny oraz rzeczywistość wirtualną,
- interaktywny w czasie rzeczywistym,
- umożliwiający swobodę ruchów w trzech wymiarach.

## Zastosowania

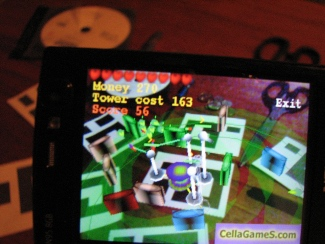
„AR Tower Defense” gra Nokii wykorzystująca markery

AR jest wykorzystywana w różnych obszarach nauki i biznesu:
- medycyna – obrazowanie medyczne, lekarze mogą mieć dostęp do danych na temat struktury i czynności narządów wewnętrznych pacjenta;
- lotnictwo – instrumenty pokładowe pokazują pilotom ważne dane na temat ukształtowania terenu, który widzą przed sobą;
- motoryzacja - wyświetlanie kluczowych informacji lub obrazów np. z komputera pokładowego, radia lub systemu nawigacji na przedniej szybie samochodu lub motocykla, dzięki czemu poprawia się bezpieczeństwo jazdy gdyż kierowca nie musi odrywać wzroku od drogi;
- szkolenia – AR zapewnia studentom niezbędne dane o specyficznych obiektach, nad którymi pracują;
- muzea – wystawiony eksponat może być oznakowany informacjami takimi jak kontekst historyczny lub miejsce odkrycia artefaktu;
- marketing – markery AR stosowane bywają w trakcie kampanii marketingowych.

W szkołach wyższych w USA wykładowcy przywiązują coraz większą wagę do wzbogacania doświadczeń swoich studentów, łącząc edukacyjne treści ze specyficznymi miejscami i obiektami, na temat których studenci zdobywają wiedzę. Nieodłącznymi elementami wielu kursów są wycieczki. Poprzez uzupełnienie mobilną technologią lekcja może stać się jeszcze bardziej atrakcyjna. W niektórych przypadkach technologie AR są zintegrowane z grami edukacyjnymi. W Massachusetts Institute of Technology istnieje program „Detektywi Środowiskowi”, w którym studenci na terenie campusu uczelni zdobywają wiedzę o ekosystemie wyszukując wskazówki i stopniowo odkrywając tajemnicę. Studenci używają w tym celu palmtopów oraz systemu nawigacji GPS. AR znajduje również zastosowanie w przypadku awarii w przemyśle, gdzie ważne jest zachowanie ciągłości produkcji. Pracownicy mogą to naprawić zgodnie z instrukcjami na żywo za pomocą inteligentnych okularów AR.

## Markery
Technologia rzeczywistości rozszerzonej wykorzystuje tzw. markery - punkty odniesienia, na bazie których aplikacja AR określa swoje położenie względem świata rzeczywistego. 
Markery są identyfikowane przez kamerę urządzenia AR (np. kamerę smartfona), początkowo miały więc formę łatwych do wykrycia symboli i wzorów, takich jak Kod QR.
W 2017 roku wprowadzona została technologia bezmarkerowego AR, której działanie polega na określaniu rzeczywistej płaszczyzny na zasadzie wykrywania wzorców kolorystycznych i unikalnych kształtów występujących na oglądanej powierzchni.